# Дабро-Боснійська митрополія
Дабра-Боснійська митрополія (серб. Митрополија дабробосанска) — територіально-адміністративна і канонічна структура Сербської православної церкви. Центр єпархії — місто Сараєво, однак, фактично, резиденція розташовується в його передмісті — районі Соколац.
До складу митрополії входять чотири архієпископства — Сараєвське, Гора-Вишеградське, Травницько-Зеницьке і Фочанське. На просторах митрополії знаходяться також Сараєвська семінарія, духовна академія в Фочі й три монастирі: Успіння Пресвятої Богородиці в Добруні, Святої Трійці в Возуче і Святого великомученика Георгія в Романії.

## Єпископи
Від заснування до турецького завоювання (1219—1463):
- Христофор (XIII століття)
- Іоанникій (до 1292)
- Мефодій (кінець XIII)
- Микола I (1284—1292)
- Іоанн I (XIII століття)
- Спиридон (між 1286/1292)
- Ісая I (1281—1291)
- Іоанн II (після 1286)
- Іоанн III (після 1 286)
- Ісая II (кінець XIII століття)
- Гавриїл (XIII століття)
- Іоанн IV (1301—1317)
- Микола II (початок XIV століття)
- Микола III (до 1328 — близько 1330)
- Марк (близько 1532)

Печська патріархія (1557—1766)
- Варлаам (близько 1557)
- Симеон (близько 1573)
- Йосип (1575)
- Гавриїл Аврамович (1578—1588)
- Петроній (1578—1589)
- Оксентій (1589—1601)
- Феодор (1601—1619)
- Макарій (близько 1620)
- Ісаї (1627—1635)
- Гавриїл Предоевіч (до 1638)
- Ісая II (1640—1655)
- Лонгин (1656—1666)
- Христофор (1666—1681)
- Афанасій Любоєвич (1681—1688)
- Віссаріон II (1690—1708)
- Ісайя III (1708—1709)
- Мойсей Петрович (1709—1713)
- Мелетій Уміеновіч (1713—1740)
- Гавриїл Міхич Михайлович (1741—1752)
- Паїсій Лазаревич (1752—1759)
- Василич Йованович Бркіч (1760—1763)
- Діонісій (1763?)
- Серафим (1753 — після 1790)

Константинопольська патріархія
- Данило (близько 1769)
- Кірііл (1776—1779)
- Паїсій (до 1793—1802)
- Каллінік (1808—1816)
- Євген (1808?)
- Веніамін (1816—1835)
- Амвросій (Паппа-Георгополі) (1835—1841)
- Ігнатій (1841—1851)
- Прокопій (1851—1856)
- Діонісій (1856—1860)
- Ігнатій II (1860—1868)
- Діонісій (Іліевіч) (1868—1871)
- Паїсій (1872—1874)
- Анфим (Алексиадис)[bg] (1874—1880)

Карловацький патріархат
- Сава (Косановіч) (1881 — 10 вересень 1885)
- Георгій (Миколайович) (2 лютого 1886 — 20 лютий 1896)
- Микола (Мандич) (7 грудня 1896 — 6 лютого 1907)
- Євген (Летиція) (7 грудня 1907 — 7 листопада 1920)

Сербська православна церква
- Петро (Зимонич) (7 листопада 1920—1941)
- Нектарій (Круль) (12 червня 1951 — 7 вересня 1966)
- Владислав (Мітровіч) (1 червня 1967 — травень 1992)
- Микола (Мрджя) (травень 1992 — 27 жовтень 2015)
- Григорій (Дурич) (28 жовтня 2015 — 24 травня 2017)
- Хризостом (Євич) (з 24 травня 2017)